# Vincenzo Lombardo
Vincenzo Lombardo (Santo Stefano di Camastra, 21 gennaio 1932 – Milano, 2 dicembre 2007) è stato un velocista italiano.
Ha vinto tre medaglie ai Giochi del Mediterraneo e partecipato a due edizioni dei Giochi olimpici estivi (Helsinki 1952 e Melbourne 1956).